# بلدة سبرينغفيلد (مقاطعة أوكلاند)
سبرينغفيلد، مقاطعة أوكلاند (بالإنجليزية: Springfield Township, Oakland County, Michigan)‏ هي بلدة تقع بولاية ميشيغان في الولايات المتحدة. تبلغ مساحتها 95.2 (كم²)، وترتفع عن سطح البحر 310 م، بلغ عدد سكانها 13940 نسمة في عام تعداد الولايات المتحدة 2010 حسب إحصاء مكتب تعداد الولايات المتحدة .

## وصلات خارجية
- - The US50 - Cities and Towns in Michigan State
- Michigan Cities and Towns, Facts, Map, Flag, Colleges, Government, and More